# Ob-Oegrische talen
De Ob-Oegrische talen vormen een subgroep van de Oegrische talen, die weer een sub-groep vormen van de Finoegrische talen. De talen worden gesproken tussen de Oeral en de Ob en Irtysj in Rusland. De groep bevat het Wogoels (Mansi) en het Ostjaaks (Chanti).
- Oegrische talen
  - Hongaars
  - Ob-Oegrische talen
    - Wogoels
    - Ostjaaks

Het Hongaars werd van deze talen afgesplitst toen in de 10e eeuw na Chr. een migratie naar Hongarije op gang kwam. Hoewel de talen verwant zijn aan het Hongaars, zijn de talen zeer verschillend wat betreft de fonologie, syntaxis en vocabulaire. Aan de andere kant zijn het Wogoels en het Ostjaaks zeer nauw aan elkaar verwant. De Ob-Oegrische talen zijn in de loop van de jaren erg onder de invloed geweest van de Turkse talen en dan met name het Tataars. Tot aan 1930 hadden de talen geen geschreven of literaire tradities. Sinds 1937 wordt een aangepast Cyrillisch alfabet gebruikt. Er zijn echter nog geen grote teksten in deze talen gemaakt.